# 전기자동차 화재

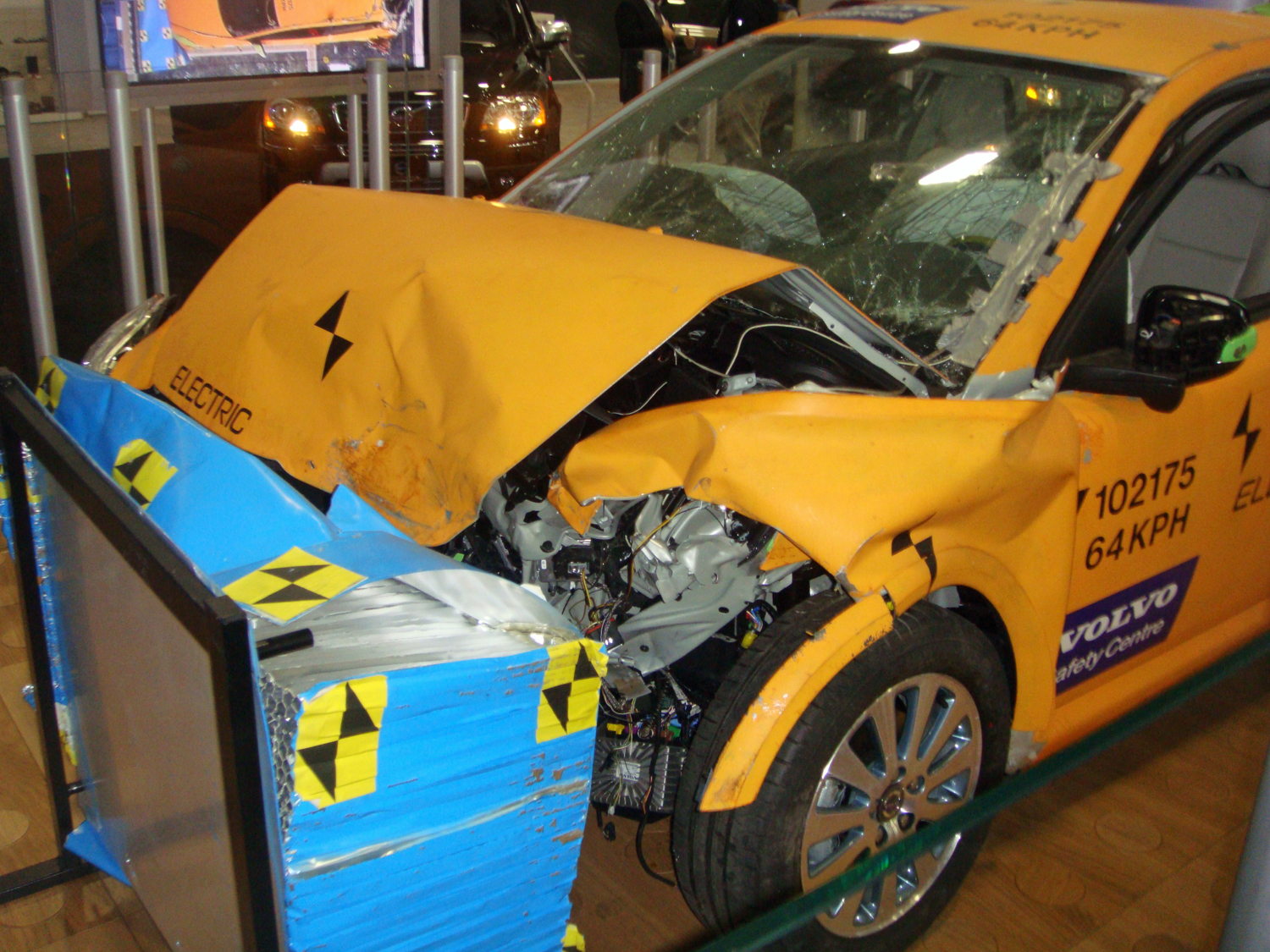
배터리 팩의 안전성을 평가하기 위한 볼보 C30의 정면 충돌 테스트

대량 생산 플러그인 전기자동차가 도입된 이후로 수많은 플러그인 전기 자동차(EV) 화재 사고가 발생했다. 이러한 사고의 결과로, 미국 교통부 산하 국가 고속도로 교통 안전청 (NHTSA)은 2017년에 플러그인 전기 자동차의 리튬 이온 배터리가 예외적인 화재 위험을 초래하는지 확인하기 위한 연구를 수행했다. 이 연구는 고전압 배터리가 충전 중일 때와 차량이 사고에 연루될 때 화재를 일으킬 수 있는지 살펴보았다.

## 사례

### 쉐보레 볼트
2021년 8월 기준으로 Electrek은 배터리 관련 쉐보레 볼트 화재 18건과 배터리 관련 화재 가능성 1건에 대한 목록을 작성했다. 빈번한 화재로 인해 2017년부터 2022년까지의 쉐보레 볼트 및 볼트 EUV EV 약 110,000대가 리콜되었다.